# Organi della pubblica amministrazione di Milano in età spagnola
Gli organi della pubblica amministrazione di Milano in età spagnola comprendevano l'insieme delle strutture dell'amministrazione pubblica del Ducato di Milano create ex novo dalla corona di Spagna o potenziate a partire da preesistenti edifici giuridici ereditati dagli ordinamenti della Signoria. La problematicità di questo complesso era rappresentata dalla forte disomogeneità degli organi, con sovrapposizioni di competenze e conflittualità di giurisdizione, tipiche peraltro degli istituti ad esso contemporanei sottratti al controllo di un sistema legislativo unitario.
In linea di massima gli organi erano ripartiti su due livelli: quello statale e quello comunale. L'intero apparato era costituito da un numero di addetti che si aggirava sulle cento unità: tale ridotto numero è facilmente comprensibile se si tiene conto che erano inesistenti tutti i sistemi assistenziali tipici degli stati moderni o quantomeno erano sottratti al controllo diretto dello Stato.
Le cariche erano assegnate a membri della nobiltà cittadina (salvo rare eccezioni), composta da 235 famiglie. A sua volta, il patriziato esprimeva una cerchia ancora più ristretta di componenti, detentori del reale potere, sotto forma dei casati: Aliprandi, Archinto, Arcimboldi, Arconati, Arese, Barbiano di Belgiojoso, Borromeo, Brivio, Castiglione, Corio, Fagnani, Gallarati, Maggi, Marliani, Melzi, Pecchio, Pusterla, Rainaldi, Schiaffinati, Taverna, Trivulzio, Visconti.

## Gli organi statali

### Governatore (1535-1706)

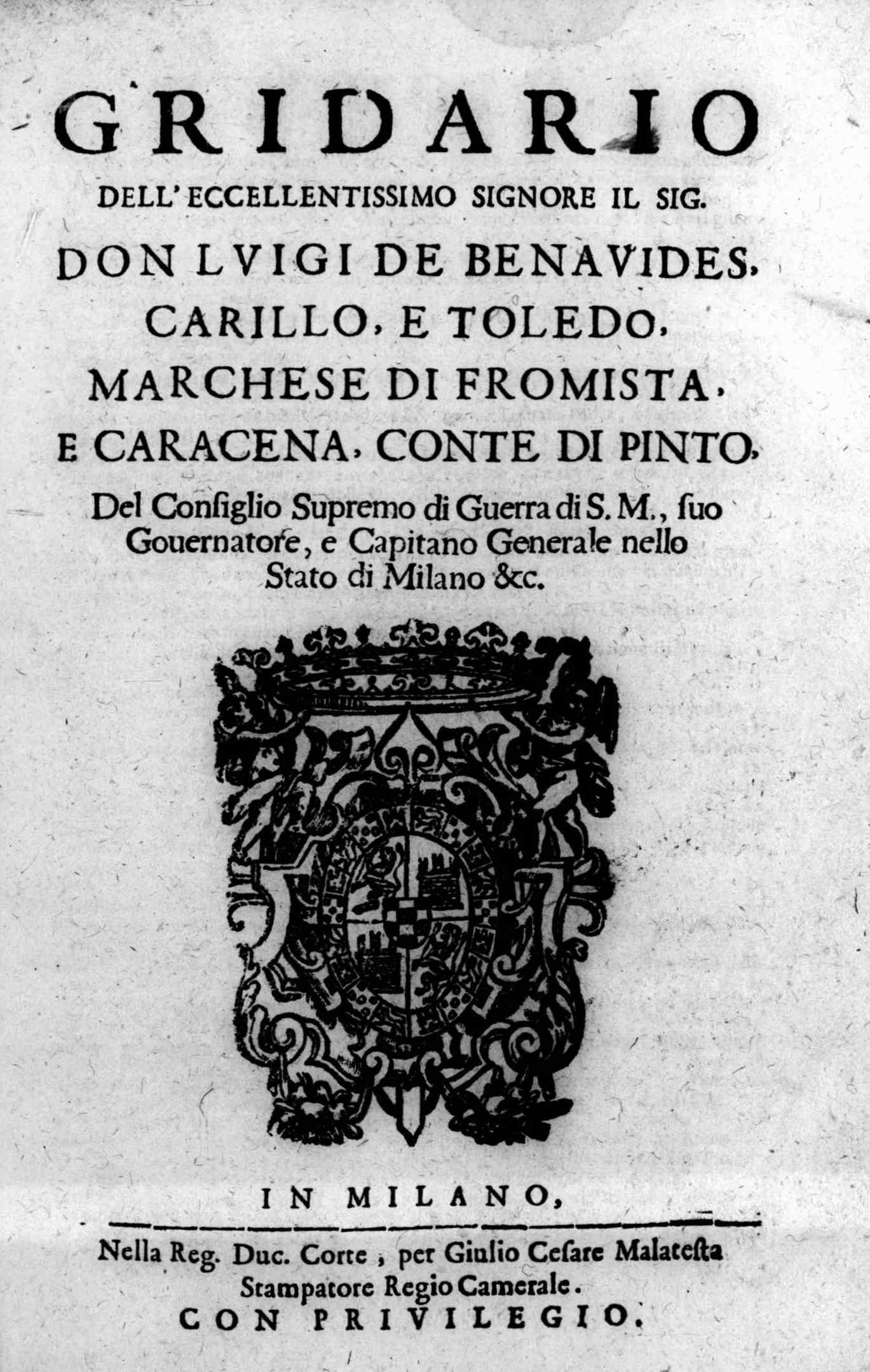
Gridario (raccolta di gride) del 1650 di Luis de Benavides Carrillo, governatore del Ducato di Milano dal 1648 al 1655.

Il Governatore di Milano veniva nominato dal Re, rimanendo in carica per tre anni. I suoi poteri di fatto replicavano quelli del Duca in materia amministrativa e di indirizzo politico (sia interno che estero), esplicandosi con l'ausilio di una sorta di Consiglio Privato, noto come Cancelleria Segreta. A ciò si affiancava la presidenza dell’ente aristocratico cittadino, detto Consiglio Generale dei 60 Decurioni. Egli, tuttavia, non aveva di regola il controllo delle forze armate, mansione spettante al Castellano: solo in casi particolari questa funzione venne attribuita anche al Governatore (va però specificato che spesso i Governatori erano comandanti militari e conducevano di persona operazioni di guerra). Il Castellano, oppure il Presidente del Senato, subentrava nelle sue funzioni come supplente in caso di assenza o di scadenza del mandato in attesa del rinnovo. In seguito (dalla fine del XVII secolo), questa funzione di transizione venne affidata al Gran Cancelliere, in qualità di Presidente della Giunta Interina e vicario del Governatore.
Il Governatore era dotato di ampi poteri normativi, esercitati attraverso le ordinanze e le gride; inoltre erano di sua pertinenza la nomina delle cariche di durata biennale legate all'amministrazione, includendo magistrati, vicari e ambasciatori, nonché tutti i membri del Consiglio Segreto (un potente organo consultorio ed esecutivo). Poteva nominare commissioni e assemblee costituite da vicari, senatori e decurioni per svolgere mansioni o investigazioni, inoltre aveva la facoltà di nominare - o rimuovere - il Vicario Gran Cancelliere e il Segretario Generale del Consiglio Segreto, ma solo previa notifica al Re e con l’approvazione della maggioranza assoluta dei senatori.
Il Governatore appena nominato acquistava pieno possesso delle proprie funzioni ricevendo il giuramento della città e dei principali membri dell'aristocrazia milanese e feudale. Inizialmente i suoi atti erano insindacabili, poiché egli era chiamato a rispondere del proprio operato solo dinanzi all’Escuriale. Tuttavia, per bilanciare l’ampio potere del Governatore, a partire dal XVII secolo il Gran Cancelliere fu dotato di potere di veto incontestabile: ogni editto e ordinanza del Governatore, del Consiglio segreto o del Senato richiedeva l’imprimatur del Cancelliere per avere valore legale ed entrare in azione. Nemmeno il Governatore poteva oltrepassare il veto del Cancelliere. In aggiunta, le gride emesse dal Consiglio Segreto richiedevano anche la firma del Segretario Generale. Sebbene il Governatore fosse la più alta carica civile, infatti, alcune figure non dovevano rispondere a lui e non erano subordinate al suo imperium: il Gran Cancelliere, che ne ratificava gli atti, tutti i membri del Senato, quindi il Segretario Generale e il Cancelliere Vicario. In ambito giuridico, il Governatore aveva potere di grazia plenaria e poteva nominare i principali magistrati, in particolare per quanto riguarda la Magistratura Ordinaria.

### Gran Cancelliere (1535-1753)
Il Gran cancelliere era il secondo funzionario per importanza, dopo il solo Governatore. Doveva godere della fiducia assoluta del Governo centrale di Madrid, venendo scelto tra i membri della nobiltà spagnola o (più raramente) lombarda. La sua carica aveva durata vitalizia; era anche ambasciatore e senatore a vita, e poteva essere rimosso o nominato solo dal Re di Spagna o dal Governo centrale. I suoi compiti erano inizialmente legati al controllo dell'amministrazione e della giustizia, con delega a dirimere conflitti di potere tra i vari organi. Nel corso del tempo, divenne vicario del Governatore, con la possibilità di diventare Governatore ad interim o Reggente in caso di vacanza prolungata (l’incarico poteva anche essere confermato). Cumulò inoltre la presidenza del Consiglio segreto, l’organo esecutivo, e della Giunta Interina che governava il ducato nel periodo di transizione tra due Governatori, quando la vacanza non si prolungava eccessivamente. A lui faceva riferimento, inoltre, la Cancelleria Segreta, principale organo consultivo del Governatore e coadiuvata dal Gran Cancelliere Vicario.
A partire dal XVII secolo, per bilanciare l’ampio potere del Governatore, la figura del Cancelliere fu largamente potenziata, diventando vertice del potere esecutivo (in quanto Presidente del Consiglio Segreto), acquisendo la possibilità di emanare ordinanze o editti e infine un potere di veto incontrastato su tutte le altre cariche. Le leggi e le ordinanze emesse dal Senato, dal Consiglio e dal Governatore non avevano infatti valore legale, né potevano entrare in atto o essere ascritte nella Cancelleria di Stato, finché non veniva imposto il sigillo e l’imprimatur del Gran Cancelliere, espresso in genere come vidit o con la formula nihil obstat quominus imprimatur. Neppure il Governatore poteva oltrepassare il veto del Cancelliere. Inoltre, il Cancelliere non era subordinato al Governatore, e poteva agire in completa indipendenza. Molti poteri del Cancelliere erano comparabili con quelli di un Primo Ministro, ma potevano estendersi anche nell’ambito del potere legislativo e giudiziario, in particolare tramite la presidenza del Consiglio Segreto.
Le sue funzioni rimasero inalterate durante il resto del periodo spagnolo, subendo tuttavia un sostanziale ridimensionamento sotto gli Asburgo d'Austria, che ridistribuirono queste mansioni tra due nuove cariche: Ministro plenipotenziario (cui andò il potere esecutivo e il ruolo di ambasciatore) e Consultore di Governo (che divenne il principale consigliere nonché vicario del Governatore).

### Gran Cancelliere Vicario (XVI secolo - fine del XVII secolo)
Posto a capo della Cancelleria Segreta, il Cancelliere Vicario (in origine Luogotenente Gran Cancelliere) assisteva il Gran Cancelliere e lo sostitutiva (solo temporaneamente) in caso di assenza o impedimento. Era inoltre uno dei principali consiglieri politico-giuridici del Governatore, insieme al Segretario Generale del Consiglio Segreto, nonché membro del Consiglio Segreto, della Giunta Interinale e del Senato. A differenza del Gran Cancelliere, designato direttamente dal Re, questa figura veniva nominata dal Governatore, ma la sua nomina doveva essere ratificata dalla maggioranza assoluta del Senato, previa comunicazione al Re stesso; doveva appartenere alla nobiltà spagnola o lombarda, e restava in carica per cinque anni.
Terza carica per importanza del ducato, non era tenuto a rispondere delle proprie azioni al Governatore e poteva agire autonomamente. Anche quando suppliva al Gran Cancelliere, il Vice Cancelliere si occupava perlopiù dell’amministrazione ordinaria (salvo diversa indicazione): non poteva infatti assumere l’incarico di Governatore ad interim, né emanare editti di propria volontà o esercitare il potere di veto proprio del Cancelliere. Queste peculiarità, comunque, erano soggette a cambiamento nel corso del tempo.

### Consiglio Segreto (XVI secolo-1747)
Il Consiglio Segreto era un organo esecutivo, nonché consultivo, che assisteva il Gran Cancelliere e il Governatore nell'esercizio delle loro funzioni. Oltre ad agire nel campo del potere legislativo ed esecutivo, la sua competenza estendeva anche in ambito giuridico, laddove ad esso fosse possibile appellarsi circa le sentenze emesse dalle magistrature in materia fiscale. Fino al XVI secolo, in caso di vacanza della carica di Governatore, il Consiglio esercitava una funzione di supplenza dello stesso.
Presieduto dal Gran Cancelliere, o in sua assenza dal Segretario Generale, era composto in origine da personaggi scelti discrezionalmente dal Governatore, salvo poi essere limitato a personalità che avevano occupato già determinati incarichi, oltre a soggetti politicamente rilevanti d di origine tendenzialmente aristocratica. Gli atti del consiglio non erano validi se non venivano ratificati dal Segretario Generale e poi dal Gran Cancelliere, che possedeva potere di veto. Il Consiglio Segreto venne svuotato delle sue funzioni in seguito alle riforme attuate dagli Asburgo d'Austria, e i suoi poteri assunti da due Giunte di nuova creazione.

### Segretario Generale del Consiglio Segreto
Secondo membro per importanza del Consiglio dopo il Gran Cancelliere, era generalmente un giurista proveniente dall’aristocrazia spagnola o lombarda. Inizialmente veniva nominato a pura discrezione del Governatore, ma a partire dal XVII secolo solo politici e nobili di spicco venivano proposti per questo incarico, inoltre la nomina - o rimozione - del Segretario Generale doveva essere ratificata dalla maggioranza assoluta dei senatori, previa notifica al Re in persona. Era uno dei più importanti consiglieri giuridico-militari del Governatore, insieme al Gran Cancelliere Vicario, e restava in carica per tutta la durata del mandato di membro del Consiglio. Quarta carica per importanza nel ducato, poteva agire in completa indipendenza e non era tenuto a rispondere delle proprie azioni al Governatore.
Oltre a scrivere personalmente le gride e le ordinanze emesse dall’organo esecutivo, aveva il compito di garantire il rispetto di leggi e procedure, di ascrivere le norme approvate dal Gran Cancelliere nella Cancelleria di Stato e infine di supervisionare le sedute del Consiglio. Qualunque provvedimento emesso dall’ente richiedeva, oltre all’imprimatur e al sigillo del Cancelliere, anche la firma (rigorosamente in latino) del Segretario Generale. Nemmeno il Governatore poteva eludere queste imposizioni.

### Senato (1499-1786)

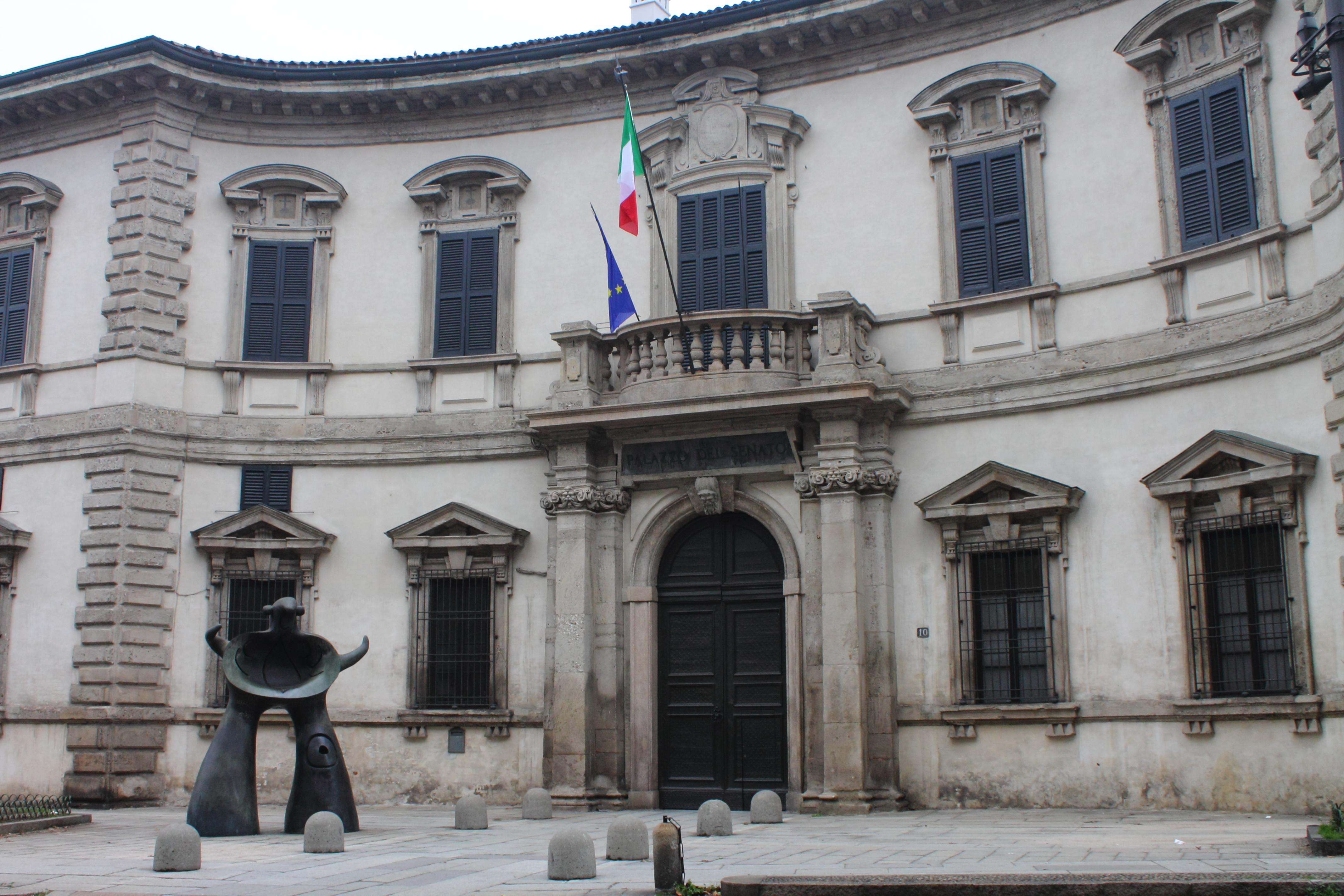
La facciata del Palazzo del Senato a Milano

Istituito da Luigi XII di Francia per concedere al governo del ducato milanese una maggiore autonomia cittadina come richiesto dai suoi notabili all'indomani dell'invasione francese di Milano, fu uno degli organi governativi più importanti dello Stato di Milano per quasi tre secoli, investito di funzioni giurisdizionali e legislative.
Era composto da senatori nominati inizialmente per due anni, poi (partendo dal XVII secolo) a vita: 17 milanesi, al momento della creazione, poi passati a 27 (nel 1535), oltre al presidente, di cui 9 cavalieri, 5 prelati e 13 giureconsulti; nel Seicento si ridussero a 15, compreso il presidente, di cui tre di nazionalità spagnola. I giureconsulti, tratti dal patriziato milanese, finirono con prevalere all'interno del collegio, grazie alla loro estrazione culturale; l'appartenenza al Senato e, in particolare, la presidenza dello stesso rappresentava per un giureconsulto il culmine della carriera. I senatori erano liberi di agire in autonomia, e per legge non erano subordinati al Governatore.
Il potere più rilevante del Senato era il diritto di interinazione delle leggi, ossia il potere di confermare le disposizioni del sovrano (o del Governatore che lo rappresentava) oppure di opporsi ad esse nel caso fossero in contrasto con le leggi dello Stato di Milano. Il Senato era inoltre il tribunale supremo dello Stato di Milano in materia civile e penale. Le decisioni dell’organo in materia giudiziaria erano immediate e inappellabili, e costituivano precedente legale vincolante per tutti i giudici di rango inferiore, con valore equiparabile alle leggi.
Il Senato era autorizzato a sospendere o rimuovere temporaneamente il Governatore dal proprio incarico, ma solo in caso di gravi reati o violazioni delle leggi statali e reali; generalmente il potere passava pro tempore al Gran Cancelliere. In aggiunta, per avere valore legale ed entrare in azione, qualunque legge o editto emesso dal Senato doveva essere ratificato dal Gran Cancelliere, che godeva di potere di veto verso il Senato e il Governatore.
Pur essendo il Senato un organo collegiale le cause erano di norma trattate da un senatore di turno (o di lettura), che riceveva e giudicava nella propria abitazione; solo le cause più delicate o controverse erano trattate dal collegio riunito, che teneva le sue sedute in un'aula (detta Sala dell'Udienza) situata nel piano nobile del Palazzo Regio-Ducale (attuale Palazzo Reale).

### Presidente del Senato
Senatore posto a capo del Senato, il suo titolo era perlopiù onorifico, e rappresentava di norma l’apice della carriera di un giurista, con la sola eccezione (possibilmente) del ruolo di Segretario Generale del Consiglio Segreto. Veniva eletto per maggioranza assoluta dagli altri senatori, restando in carica due anni. Era la quinta carica per importanza del ducato (la terza nell’epoca asburgica). Fino al XVI secolo, in alternanza con il Castellano, sostituiva il Governatore nei periodi di transizione tra due governi. Si ritiene a tal proposito che, agli albori dell’età spagnola del ducato di Milano, le cariche di Governatore e Presidente del Senato fossero inizialmente congiunte, poiché venivano assunte in contemporanea.

### Castellano (XVI secolo-1754)
Il castellano era il comandante militare della città oltre che il massimo responsabile della difesa nel Ducato, affiancando il governatore nelle decisioni belliche. Assolveva anche incarichi di natura politica sostituendo il governatore nelle situazioni di vacanza della carica. Era inoltre membro del Consiglio segreto. La sua scelta avveniva ad opera del sovrano, venendo scelto prevalentemente tra la nobiltà spagnola.

### Magistrato ordinario (1541-1749)
Il Magistrato ordinario, noto anche come Magistrato delle entrate ordinarie, era un organo amministrativo risalente al periodo della Signoria, scaturente dalla ripartizione delle entrate tra ordinarie e straordinarie, ricalcata nel periodo spagnolo, nonostante un iniziale tentativo di accorpamento dei due uffici da parte del marchese del Vasto nel 1542.
Questa magistratura era composta da sei questori e un presidente. I questori avevano diverse estrazioni: tre di essi erano membri della nobiltà di toga, incaricati delle questioni specificamente giuridiche, i rimanenti erano espressione della nobiltà di spada, con funzioni di controllo dell'ordinaria amministrazione. La carica di presidente della magistratura consentiva l'accesso al Senato.
Le competenze di questo organo si estendevano su un vasto ambito economico e finanziario. La loro mansione più importante era il controllo della regolarità delle leggi di bilancio proposte dal governatore o dal consiglio supremo. In aggiunta si occupavano della riscossione delle imposte, della vigilanza sull'emissione di monete, dell'organizzazione del servizio postale e del controllo della distribuzione di beni voluttuari quali il tabacco e gli alcolici.
La magistratura ordinaria era affiancata, nell'esercizio delle sue funzioni da funzionari di grado inferiore da essa nominati e revocabili. Nei capoluoghi di provincia era rappresentata dai cosiddetti referendari; inoltre da essa dipendevano una serie di istituti quali la banca del notariato della camera, la banca del sale, la banca delle imprese, la banca delle tasse, la banca del mensuale, il tesoriere del tribunale, i ragionati della camera, l'ufficio delle munizioni e lavoreri dello Stato di Milano, i tesorieri generali.
Le riforme teresiane portarono all'accorpamento della magistratura ordinaria e straordinaria nella figura unica del magistrato camerale.

### Magistrato straordinario (1541-1749)
Il Magistrato straordinario fu una carica che, sebbene fondata dopo l'epoca ducale, contemplava tra le proprie funzioni fondamentali ancora la gestione dei beni patrimoniali del principe e dei cespiti di reddito straordinari come ad esempio i feudi, le regalie, le confische, le condanne pecuniarie oltre alle eredità vacanti (che spettavano di diritto allo stato), la pulizia di fiumi e laghi di dipendenza dello Stato di Milano e il controllo sulle esportazioni di generi di prima necessità. Sin dalla sua costituzione, l'organismo era composto da un presidente che aveva propriamente il nome di magistrato, che amministrava l'ufficio con sei questori (tre dottori e tre maestri di cappa corta) data l'ampiezza di aree che copriva la sua area giurisdizionale, oltre ad una serie di funzionari minori. Nel 1563 al magistrato straordinario venne aggregato anche l'Ufficio delle biade, che aveva il compito di gestire l'annona.
L'ufficio terminò le proprie funzioni pubbliche il 30 aprile 1749 quando l'imperatrice Maria Teresa d'Austria, con un editto apposito, unì il magistrato ordinario a quello straordinario, rinominando l'organismo Magistrato camerale.

### Collegio fiscale (1541-1786)
Il Collegio fiscale era un organo amministrativo composto da tre avvocati e tre sindaci necessariamente milanesi che aveva il compito di presentare al Senato le questioni di materia fiscale, debiti, concessioni, prestiti e nuove imposte. Tale collegio aveva inoltre il compito di intervenire nelle cause penali che si svolgevano nel ducato dal momento che queste potevano rappresentare un motivo di interesse per l'erario pubblico in quanto alle spese corporali o detentive, spesso si accompagnavano anche somme di denaro o la confisca di beni che quindi venivano incamerati dallo stato.
Originariamente il collegio aveva un compito esclusivamente consultivo, mentre a partire dal regno di Carlo VI nella prima metà del XVIII secolo divenne pratica comune che due rappresentanti di questo collegio prendessero stabilmente parte alle riunioni del Senato cittadino così da essere costantemente informati sull'attività governativa svolta.
In ogni città capoluogo delle province dello Stato, il Collegio fiscale era “rappresentato” da due fiscali, un avvocato (estraneo alla città di destinazione) ed un sindaco (anche del luogo), ai quali era delegata la difesa degli interessi dell’erario.
Il collegio venne abolito dalle riforme giuseppine del 1786.

### Tesoreria generale (1541-1786)
La Tesoreria generale del ducato di Milano era divisa in due settori distinti tra loro:
- Entrate e spese civili
- Gestione delle spese militari (Pagadorìa o Cassa dell'Esercito)

Ebbe un ruolo fondamentale in tutto il XVII secolo quando l'amministrazione spagnola, sovente gravata dai debiti e dalle spese militari per le continue guerre, rese impossibile per anni la chiusura dei bilanci statali oltre che quelli di previsione per gli anni a venire. Il suo potere venne fortemente compromesso quando, per esigenze finanziarie, il mantenimento dell'esercito venne basato su privati che costituivano armate al servizio del ducato, venendo così privata completamente della gestione della cassa militare che praticamente non aveva più ragione di esistere.
Nel 1706, tornò ad amministrare la totalità delle imposte militari e ad occuparsi delle spese sostenute dai reggimenti privati, almeno sino al 1716 quando la Pagadorìa venne soppressa con la creazione della Cassa Imperiale di Guerra che si occupò di queste specifiche funzioni. Sopravvisse solo per la parte civile sino ad essere definitivamente soppressa dalle riforme giuseppine del 1786.

### Giudice delle monete (1541–1774)
Il Giudice delle monete, subordinato al Magistrato ordinario, aveva il compito di tutela sulla circolazione di monete autentiche e del giusto peso (era prassi frequente infatti limare e contraffare le monete d'oro e d'argento). Egli poteva a tale scopo promulgare gride, valide per tutto lo Stato di Milano, in materia monetaria: il Giudice mediante consulta doveva riferire al Governatore la necessità di emanare alcuni provvedimenti; e quest'ultimo “inherendo” alla consulta del Magistrato ordinario emanava la grida ed investiva il Giudice delle monete del potere esecutivo. Dopo un lungo periodo nel quale chiunque poteva essere investito della carica di Giudice delle monete, a partire dai primi decenni del XVII secolo le autorità governative decisero che la carica fosse affidata a persone competenti e soprattutto togate, vale a dire essere tassativamente scelte tra i membri del Collegio dei giurisperiti di Milano. Elevato così di rango, si stabilì che la carica avesse durata biennale e che al termine dell'incarico il Giudice dovesse, come le altre magistrature, essere sindacato da un dottore collegiato “separatamente e non con alcuni altri giudici”. Poiché la natura stessa dell'incarico costringeva il Giudice delle monete e i suoi funzionari ed effettuare ispezioni e controlli presso le botteghe al fine di controllare che non venissero utilizzate monete false o calanti, spesso si verificarono contro questi pubblici ufficiali episodi di violenza e minacce. Per porre rimedio a tale clima di violenza innescato dalla categoria dei mercanti, le autorità centrali autorizzarono i funzionari a muoversi armati per la città (e cioè dotati di “giacca di maglia con maniche e armi di offesa e difesa”). Essendo la sua competenza estesa a tutto lo Stato, il Giudice (che operava concretamente solo nella città di Milano) si avvaleva di luogotenenti per quanto riguardava i controlli nelle altre città, borghi e terre dello Stato. Questi luogotenenti svolsero sempre un pessimo lavoro (abusi, negligenze, incapacità), nonostante i controlli in loco effettuati dai podestà territoriali. Nel 1774 Maria Teresa ne dispose l'abolizione, lasciando la funzione di vigilanza sulle monete al Supremo consiglio di economia e la giurisdizione al Giudice dei dazi in Milano e al Regio podestà nelle altre città.
Giudici delle Monete:
- Pietro Trivulzio, figlio di Giangiacomo Trivulzio e Antonia Fagnani. Ricoprì la carica nel 1467.
- Cesare Sessa, figlio di Francesco Sessa e Laura Caterina Biumi. Ricoprì la carica negli anni 1604-1606.
- Branda Castiglione, figlio di Paolo Girolamo Castiglioni e Vittoria Bossi di Azzate. Ricoprì la carica negli anni 1656-1668.

### Giudice dei dazi (1541–1786)
Il Giudice dei dazi era nominato dal Sovrano e potevano accedervi unicamente coloro i quali avessero già ricoperto altre cariche di rilievo nel governo della città o dello stato di Milano. Questa carica, presente nel comune di Milano già dal XIII secolo, fu solo nel Cinquecento che ottenne sotto l'amministrazione spagnola un vero e proprio status giuridico.
Il compito di questo ufficio era quello di regolamentare tutti i dazi dello stato sulla base degli ordini emanati dal Governatore del ducato o dal magistrato straordinario, o in generale da quanto previsto dalle leggi.
La carica aveva durata biennale e sulla base del proprio operato, il giudice in carica poteva vedersi riconfermato per uno o più mandati. La carica venne ufficiosamente abolita nel 1771 quando le sue funzioni vennero assorbite dal Senato e fu abolito definitivamente dalle riforme giuseppine del 1786.

### Podestà (XVI secolo–1786)
L'ufficio del podestà di Milano nacque già in epoca medievale, con funzioni che col tempo si erano estese sino al contado milanese sino allo spazio di 10 miglia attorno alle mura della città. Questa carica era stata ricoperta nel corso dei secoli da esponenti provenienti dalle principali famiglie nobili del ducato; i podestà inoltre rivestivano anche il ruolo di giudice penale per la sola città di Milano, solitamente in campo civile e solo eccezionalmente anche in campo criminale.
Il podestà durava in carica un anno e venne soppressa dalle riforme giuseppine solo nel 1786.

### Congregazione dello Stato (1561-1786)
Nacque come reazione delle città minori dello Stato alla compilazione del nuovo estimo, ordinata nel 1543 dall'imperatore Carlo V per riformare la gestione dei tributi. Fu inizialmente un organismo temporaneo, divenne poi stabile con lo scopo di sgravare l'amministrazione dai numerosi e pesanti carichi fiscali.

## Gli organi comunali

### Consiglio generale dei 60 decurioni (XVI secolo-1796)
Il consiglio generale dei 60 decurioni affonda le proprie radici ad inizio Cinquecento quando il giovane duca Massimiliano Sforza dovette chiedere al comune di Milano ulteriori fondi per sostenere il pagamento dei mercenari svizzeri da lui assoldati per le difese del ducato in cambio della concessione della navigabilità dei navigli e del diritto di eleggere le principali cariche amministrative della città. Venne così avanzata la proposta di eleggere 150 deputati per questo scopo che dovevano avere il compito di formare un parlamentino, incaricato di eleggere le principali cariche del comune.
La scelta di questi rappresentanti venne lasciata dal duca ai cittadini, ma dal 1518 un decreto del governatore francese di Milano, Odet de Foix, stabilì che l'elezione riguardasse unicamente persone provenienti dal ceto nobile cittadino e che i rappresentanti dovessero essere solo 60 (10 per ogni "porta" della città), provvedimenti mantenuti anche dal breve governo di Francesco II Sforza che nel 1524 provvide ad eleggere 60 nobili perché votassero la nomina del vicario e dei dodici di provvisione. Col tempo la carica di decurione divenne a vita e trasmissibile di padre in figlio.
Durante il governo degli spagnoli a Milano vennero riformati i requisiti di accesso alla carica: appartenere al patriziato milanese, non avere debiti o cause pendenti con la città di Milano, avere un'età non inferiore ai 35 anni. Nel 1652 venne stabilito inoltre che potessero esservi ammessi solo i nobili di nascita (quindi non i nobilitati) e che la famiglia dell'eletto dovesse essere originaria o risiedere a Milano da almeno cento anni.
Gli scopi di questo consiglio erano molto disparati e spaziavano dall'ordinaria amministrazione della città a questioni di interesse generale come ad esempio la concessione di terreni comunali a privati o enti, le alienazioni di beni comunali, il controllo dei bilanci della città di Milano, l'approvazione delle spese straordinarie del governo, la gestione delle acque e dei canali, l'ordine pubblico, i rifornimenti per la città, la rappresentazione della città nelle cerimonie religiose e civili più importanti; aveva inoltre il permesso di nominare propri ambasciatori e di dibattere con altre autorità comunali o amministrative italiane e straniere.
Il Consiglio dei 60 decurioni fu l'unico organo amministrativo a non essere soppresso da Giuseppe II nel 1786, ma venne soppresso dieci anni dopo dalla calata di Napoleone in Italia.

### Tribunale di provvisione (XIII secolo-1786)

#### Origine e istituzione del Tribunale
Il Tribunale di Provvisione venne istituito a Milano nel 1277 dall'arcivescovo Ottone Visconti, a seguito della sua vittoria contro la famiglia Della Torre nella battaglia di Desio. La creazione di questa istituzione rispondeva alla necessità di consolidare il potere visconteo attraverso un organismo amministrativo capace di gestire le finanze, il commercio e l'approvvigionamento della città, nonché di sovrintendere alla politica fiscale e alla regolamentazione delle attività economiche.
Il Tribunale era inizialmente composto da dodici deputati, scelti tra i cittadini e nominati dal podestà, secondo quanto stabilito in una deliberazione del Consiglio generale del 1279. La sua funzione primaria consisteva nella gestione delle entrate e delle spese pubbliche, nel controllo della tassazione e nella supervisione dell'ordine economico e commerciale cittadino.

#### Consolidamento sotto il dominio visconteo
Con il rafforzamento della signoria viscontea, il decreto statutario del 1313 trasferì alla famiglia Visconti la facoltà di nominare i dodici membri del Tribunale, rendendolo così uno strumento direttamente dipendente dal potere signorile. Questa modifica sancì il definitivo superamento dell'autonomia comunale, inserendo il Tribunale all'interno del sistema amministrativo del nascente ducato.
Nel 1364 un decreto signorile regolamentò l'accesso alla magistratura, stabilendo criteri più stringenti per la selezione dei membri e definendo la durata delle cariche. Tale regolamentazione venne ribadita negli "Statuta" del 1396, confermando il Tribunale di Provvisione come organo centrale nella gestione amministrativa di Milano.

#### Le disposizioni del 1396
Il 13 gennaio 1396, sotto il governo di Gian Galeazzo Visconti, gli Statuta definirono con maggiore precisione le funzioni e le modalità operative del Tribunale di Provvisione:
- Nomina e giuramento: «Domini duodecim offitio provixionum deputati tempore introytus sui officii iurare debeant in manibus vicarii officii provixionum [...] ]»[13];
- Competenze fiscali e amministrative: "Per dominum Mediolani eligantur duodecim sapientes de melioribus et idonioribus [...]»[14];
- Obbligo di presenza: "Consiliarii qui pro temporibus erunt, teneantur et debeant iurare ad sancta Dei evangelia [...]»[15];
- Vincoli retributivi: "Et qui domini duodecim habere debeant et habeant pro eorum salario omni die [...]»[13];
- Giustizia e ordine pubblico: "Quod constitutiones facte contra hereticam pravitatem observentur [...]»[16];

#### La riforma del 1376 e la nascita del Consiglio dei Dodici di Provvisione
Nel 1376, durante il governo di Galeazzo II Visconti, il Tribunale subì una significativa riforma, finalizzata a migliorare l'efficienza della gestione economico-finanziaria. In tale contesto, venne formalmente istituito il Consiglio dei Dodici di Provvisione, un organismo specializzato che, pur rimanendo parte integrante del Tribunale, assunse competenze specifiche in materia fiscale e di approvvigionamento.
Il Consiglio dei Dodici di Provvisione aveva il compito di:
- Supervisionare la riscossione delle imposte e la gestione del debito pubblico;
- Regolamentare la politica dei dazi e delle gabelle;
- Gestire le risorse destinate al vettovagliamento della città;
- Controllare le corporazioni e le attività produttive;
- Sovrintendere alla realizzazione e alla manutenzione delle opere pubbliche.

Questa riforma confermò il carattere strategico del Consiglio, che divenne il principale organo di governo economico del ducato, con una notevole autonomia decisionale rispetto alle altre magistrature cittadine.

#### Evoluzione sotto gli Sforza e le dominazioni straniere
Con l'ascesa della dinastia Sforza nel 1450, il Tribunale di Provvisione e il Consiglio dei Dodici mantennero un ruolo chiave nella politica economica del ducato. Francesco Sforza ne confermò le funzioni, utilizzandoli come strumenti per il finanziamento delle campagne militari e per il rafforzamento del controllo statale sull'economia cittadina.
Con l'avvento della dominazione austriaca nel XVIII secolo, le riforme di Maria Teresa d'Austria e di Giuseppe II portarono alla definitiva soppressione del Tribunale di Provvisione e del Consiglio dei Dodici. Le loro funzioni vennero assorbite da nuove strutture amministrative, ispirate ai modelli burocratici del dispotismo illuminato.

### Congregazione del patrimonio (1599-1758)
La Congregazione del patrimonio era un organo straordinario istituito nel 1599 ad opera del Consiglio dei sessanta decurioni. Tale organo, composto da otto membri, provvedeva al disbrigo degli affari di natura economica non relativi all'anno in corso. In breve, tale azione si esplicava nella riscossione dei crediti e del pagamento dei debiti contratti dal comune negli anni precedenti, dei cambi e dei prestiti, delle liti in cui la città di Milano era parte in causa e che si protraevano da anni. 
In un secondo momento alla Congregazione venne in seguito affidata anche la gestione delle finanze e delle imposte, in un graduale processo di svuotamento di potere dell'organo in origine ad essa designato, ovvero il Tribunale di provvisione. Ciò nonostante quanto statuito nelle Nuove Costituzioni, che attribuivano al Tribunale l'esame dei conti e la gestione delle spese del comune. De facto tali mansioni venivano esercitate congiuntamente dal Consiglio dei sessanta, dalla Giunta urbana e alla Congregazione del patrimonio. La sottrazione delle mansioni inerenti al controllo del sistema tributario all'ufficio di provvisione e la sua attribuzione alle commissioni decurionali divenne così una consuetudine, tanto che alla Congregazione del patrimonio venne gradatamente affidata la compilazione dei bilanci della città, che dovevano essere presentati al Consiglio generale, e la possibilità di suggerire strategie di razionalizzazione ed implementazione delle entrate.